# Palacio de Justicia del Condado de Sioux (Nebraska)
El Palacio de Justicia del Condado de Sioux (en inglés, Sioux County Courthouse) es un edificio de gobiernbo ubicado en  la esquina noreste de las calles Main y 3 en Harrison, es el centro de gobierno del condado de Sioux, Nebraska (Estados Unidos). Se construyó en 1930 para reemplazar el primer palacio de justicia del condado, un edificio de 1888 que se había deteriorado. 

## Arquitectura
Lo diseñó el arquitecto E. L. Goldsmith de Scottsbluff en el estilo County Citadel, un diseño influenciado por el neoclásico utilizado en seis juzgados de Nebraska. La fachada se destaca por sus seis pilastras estriadas y una entrada central con arco de medio punto. El frente del edificio también incluye un dintel sobre la entrada, molduras con capiteles decorativos alrededor de la entrada y una cornisa con la inscripción "Sioux County Court House".
El palacio de justicia se incluyó en el Registro Nacional de Lugares Históricos en 1990.

## Galería

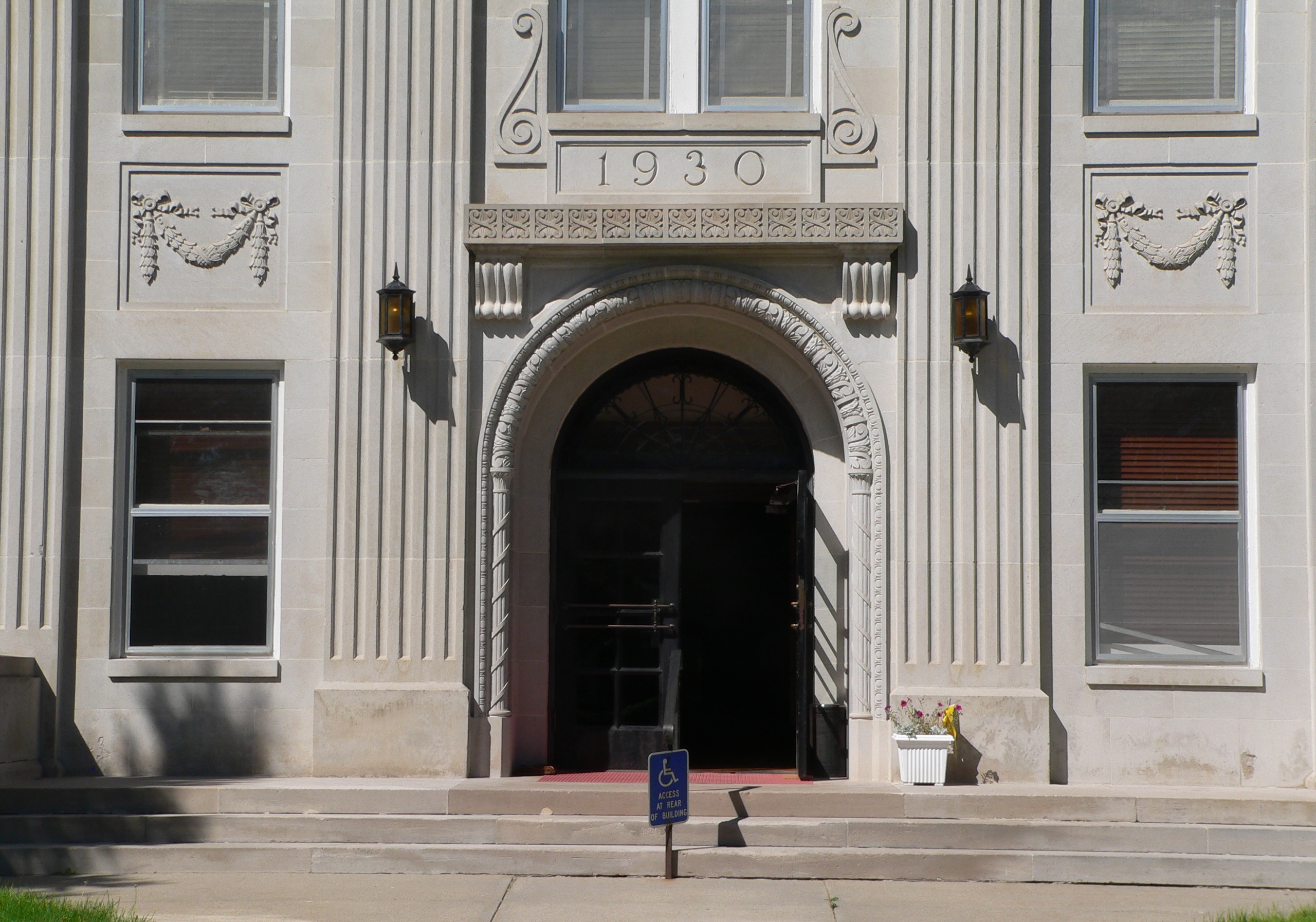
Entrada principal
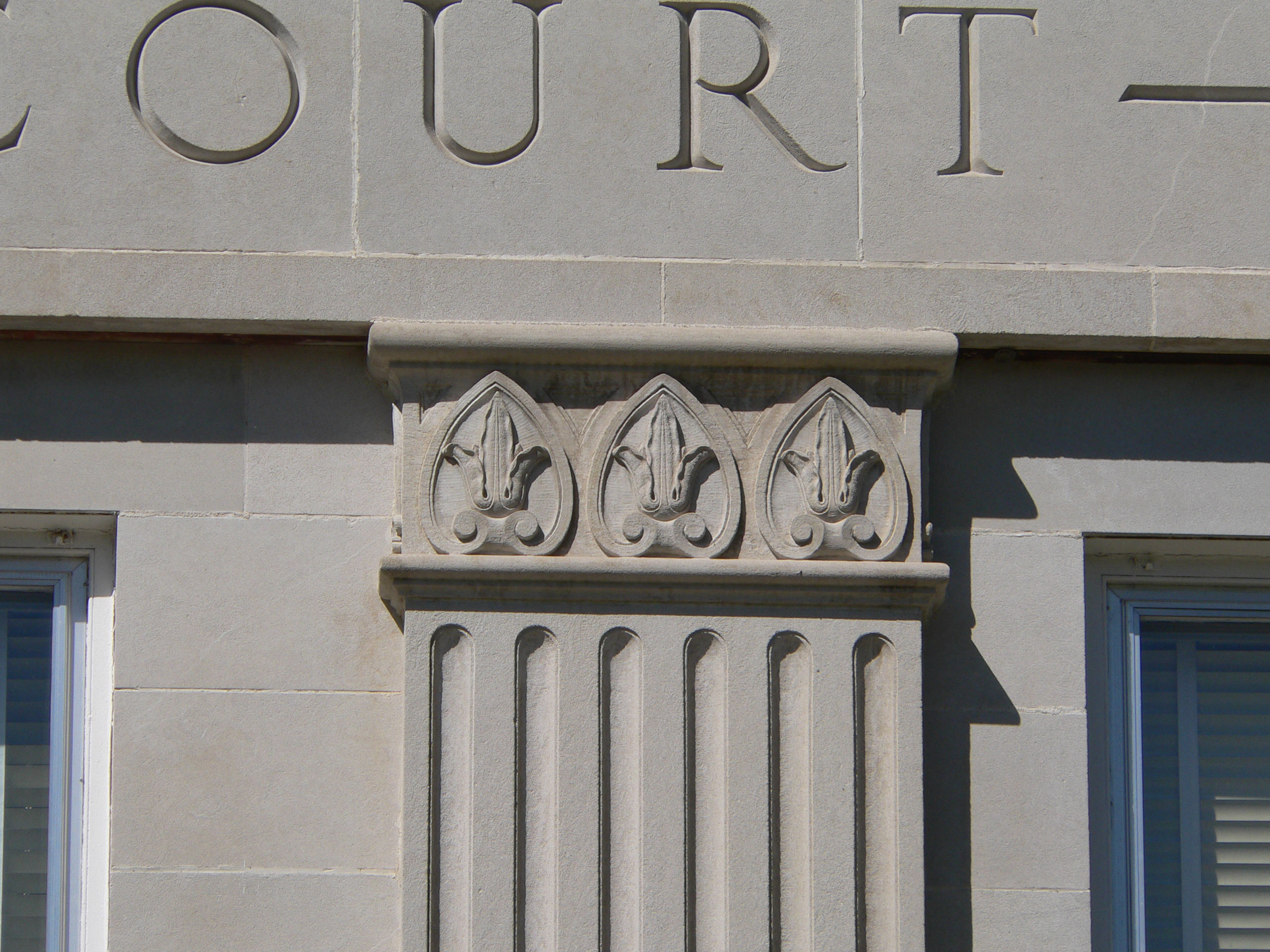
Capiteles en las columnas de la fachada
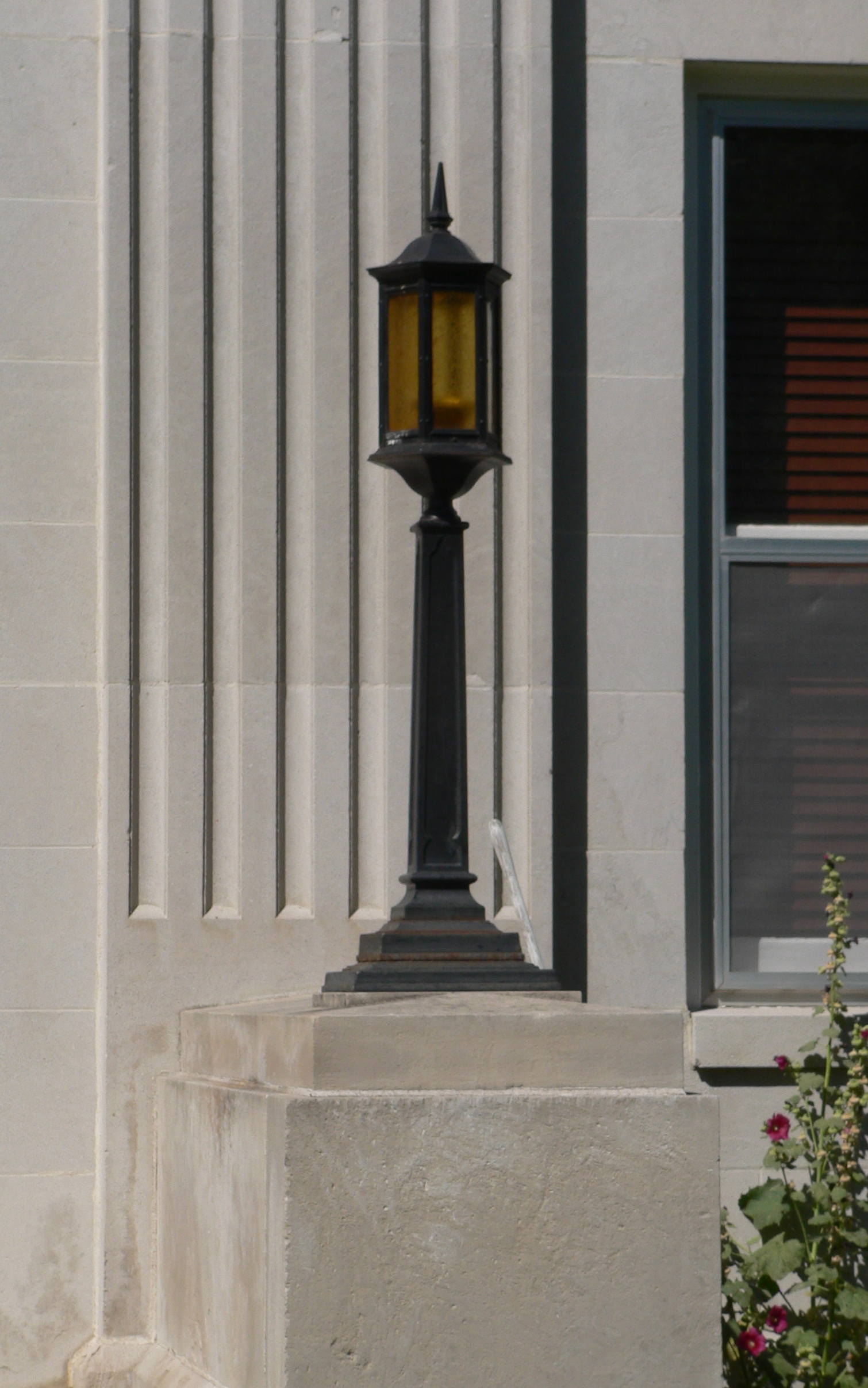
Lámpara en la entrada
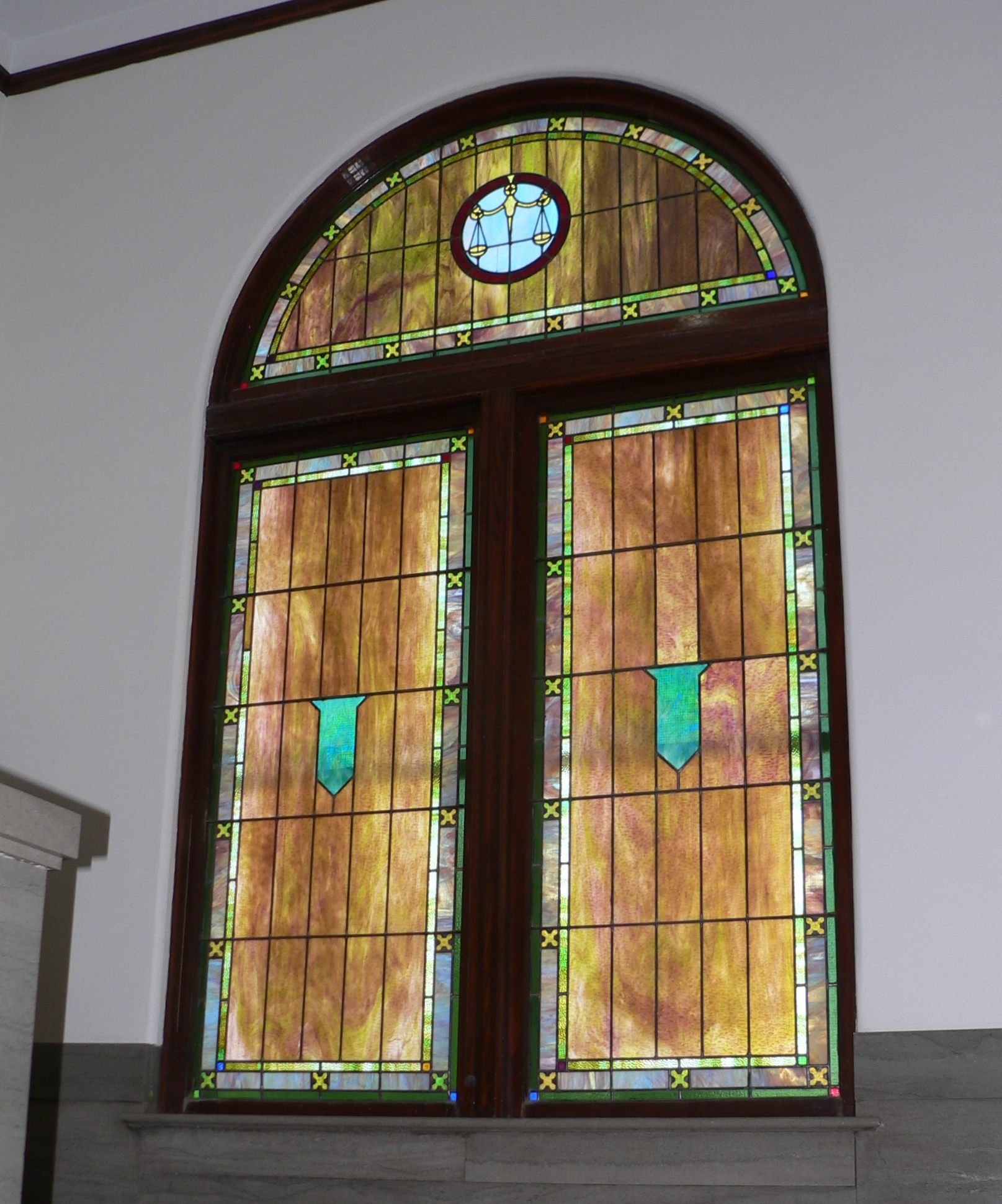
Vitrales